# 白胸噪鹛
白胸噪鹛（学名：Garrulax jerdoni），是画眉科噪鹛属的一种，分布于印度。
白胸噪鹛的栖息地包括种植园、亚热带或热带的高海拔疏灌丛和河流、溪流。